# Elecciones presidenciales de Venezuela de 1835
Las elecciones presidenciales de Venezuela de 1835 fueron unas elecciones indirectas realizadas el 16 de febrero de 1835 donde José María Vargas resultó electo presidente de república. Estas elecciones fueron históricas debido a que Vargas fue el primer civil en la historia en ser electo presidente y porque el descontento del resultado de esta elección fue uno de los motivos de la Revolución de las Reformas.

## Candidatos
Para las elecciones de 1834, cada grupo político tenía su candidato, el candidato del Grupo Civilista y de los comerciantes era José María Vargas, el grupo Paecista o oficialista apoyaba a Carlos Soublette y Santiago Mariño del grupo centralista o bolivariano.

### José María Vargas
Prestigioso médico y catedrático, Vargas fue el favorito del sector civilista quienes presionaron para su postulación, a lo que accedió finalmente. Fue elegido presidente ratificado por el Congreso.

### Carlos Soublette
Reconocido por su papel en la Guerra de independencia, fue el candidato de José Antonio Páez para sucederle. Soublette renunció de su cargo como Ministro de guerra y marina para postularse, quedó en segundo lugar.

### Santiago Mariño
Reconocido por su destacado papel en la Guerra de independencia, era apoyado por grupos bolivarianos. Durante su campaña política la imprenta llega a Barcelona para apoyar en la divulgación de su propaganda electoral. Finalmente quedó en tercer lugar, aunque desconoció su derrota debido a ciertas irregularidades que afectaron sus resultados.

### Candidatos menores
Otros candidatos fueron Diego Bautista Urbaneja Bartolomé Salom, Francisco Esteban Gómez, Andrés Narvarte y Tomás de Heres.

## Elección en el Congreso

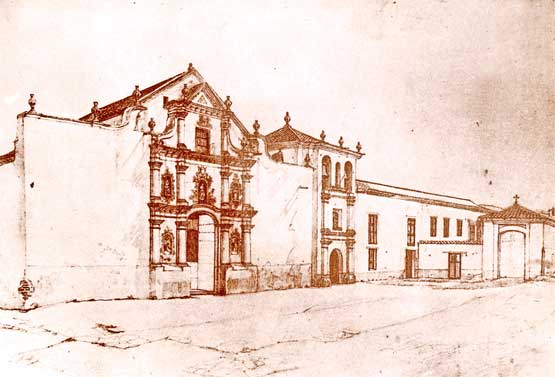
Convento de San Francisco, en Caracas, antigua sede del Congreso.

El 6 de febrero de 1835 en el edificio de la Capilla del Seminario, el Congreso (19 senadores y 38 representantes) realiza una sesión para el acto de escrutinio de votos de las elecciones para Presidente de la República. Los resultados fueron de los siguientes: José María Vargas, 103 Votos (50,99 %), Carlos Soublette, 45 (22,77 %) y Santiago Mariño 27 (13.36 %), 10 para Diego Bautista Urbaneja, 10 para Bartolomé Salom, 5 para Francisco Esteban Gómez, 1 para Andrés Narvarte y 1 para Tomás de Heres.
En virtud de que ninguno de los candidatos obtuvo las dos terceras partes requeridas para el nombramiento, hecho contemplado en la Constitución de Venezuela de 1830, se realizó una segunda vuelta entre los 3 candidatos que obtuvieron más votos, quedando sólo Vargas, Soublette y Mariño,  Vargas por 26 votos, 16 para Soublette y 15 para Mariño. Luego de 2 concretaciones, se decidió a favor de Vargas por 43 votos.
|  | 50.99 % |

|  | 45.61 % |

|  | 75.44 % |

|  | 22.77 % |

|  | 28.07 % |

|  | 24.56 % |

|  | 13.36 % |

|  | 26.32 % |

|  | 4.99 % |

|  | 4.99 % |

|  | 2.5 % |

|  | 0.5 % |

|  | 0.5 % |

## Controversias
El 18 de enero de 1835 se dirige Vargas desesperado a los honorables señores y representantes de Venezuela, implorando que excluyeran su nombre de los votos a tiempo, pero no le hacen caso. El doctor José María Vargas gana las elecciones en un proceso que había sido particularmente accidentado.
Los resultados del Colegio Electoral de Carúpano favorecieron a Santiago Mariño, sin embargo fueron anulados por el gobernador de la provincia de Cumana coronel Eduardo Stopford, decisión que provocó disturbios y un serio enfrentamiento entre el mandatario y el presidente de la Corte Suprema de Justicia de Oriente, el oligarca "mariñista" Andrés Level de Goda. Los mariñistas alegaban que les correspondía el derecho exclusivo de gobernar, por haber sido ellos quienes conquistaron la independencia. No obstante, el triunfo de Vargas había sido suficientemente amplio.

## Consecuencias históricas
Esta elección fue la primera vez que un civil es electo presidente de república en la historia de Venezuela y el primero de oposición al anterior gobierno. Aparte el desconocimiento de esta elección por parte de Santiago Mariño es uno de los motivos que da inicio a la Revolución de las Reformas.